# Kleisoura (Kastoria)
Kleisoura (in greco Κλεισούρα?; in arumeno Klisoura; in macedone Клисура?, Klisura) è un ex comune della Grecia nella periferia della Macedonia occidentale di 576 abitanti secondo i dati del censimento 2001.
È stato soppresso a seguito della riforma amministrativa detta Programma Callicrate in vigore dal gennaio 2011 ed è ora compreso nel comune di Kastoria.